# Vinhòls
Vinhòls (en francès Vignols) és un municipi francès situat al departament de la Corresa i a la regió de la Nova Aquitània.

## Demografia
| 1962                                       | 1968 | 1975 | 1982 | 1990 | 1999 | 2007 |
| ------------------------------------------ | ---- | ---- | ---- | ---- | ---- | ---- |
| 609                                        | 655  | 587  | 605  | 582  | 563  | 570  |
| Des de 1962: població sense dobles comptes |      |      |      |      |      |      |

## Administració
| Període   | Identitat           | Partit |
| --------- | ------------------- | ------ |
| 1959-1971 | Albert Parveau      |        |
| 1971-1989 | Louis Vallade       |        |
| 1989-2008 | Jean-Pierre Massias |        |
| 2008-     | Raymond Pagnon      |        |